# Шашова
Шашова (словац. Šašová) — село и одноимённая община в округе Бардеёв Прешовского края Словакии.

## История
Впервые упоминается в 1352 году. Населенное украинцами, но после Второй мировой войны, под угрозой переселения в СССР, абсолютное большинство крестьян переписалась на словаков и русинов.
В селе есть греко-католическая церковь, построенная в 1846 году.

## Население
| Год:                | 1994 | 2004     | 2014    | 2024    |
| ------------------- | ---- | -------- | ------- | ------- |
| Количество человек: | 176  | 158      | 150     | 158     |
| Разница:            |      | −10,22 % | −5,06 % | +5,33 % |

Национальный состав населения (по данным последней переписи населения 2001 года):
- словаки — 87,34 %
- цыгане — 9,49 %
- русины — 2,53 %
- чехи — 0,63 %

Состав населения по принадлежности к религии состоянию на 2001 год:
- греко-католики — 77,85 %
- римо-католики — 19,62 %
- протестанты — 2,53 %